# Step One (曲)
「Step One」（ステップ・ワン）は、Sister Qの2作目のシングル。2005年8月10日に東芝EMI（現・ユニバーサルミュージックLLC）から発売された。

## 概要
- 前作「Night and Day」から約5ヶ月ぶりのリリース。
- 表題曲「Step One」は、テレビアニメ『ガラスの仮面』のエンディングテーマとして使用された。
- 初回生産分のみCD EXTRA仕様で、デビューシングルのカップリング曲「SISTER」のPVを収録している。

## 収録曲
1. Step One [4:03]
作詞：Aya Harukazu、作曲・編曲：オオヤギヒロオ
2. 夏の媚薬 [4:12]
作詞：Mami Suenaga、作曲：Miki Watanabe、編曲：Kazunori Watanabe
3. Step One（Backing Track）
4. 夏の媚薬（Backing Track）

## タイアップ
| 曲名     | タイアップ                                     |
| -------- | ---------------------------------------------- |
| Step One | テレビアニメ『ガラスの仮面』エンディングテーマ |